# Колмацкое
Колмацкое, Калмацкое — озеро в России, юго-западнее озера Сенная Курья. Находится на территории Заречного сельского поселения в Томском районе Томской области, на левом берегу реки Томи, в междуречье Томи и Кисловки, в двух километрах к югу от старого Коммунального моста через Томь. Озеро Калмацкое пересекает федеральная автомобильная трасса Р255 (подъезд к Томску).
Озеро является старицей (следом бывшего русла) Томи и продолжением озера Сенная Курья, от которого отделено небольшим перешейком. Весной в расположенную ниже Сенную Курью наблюдается сток воды из озера Калмацкого, а летом сообщение между ними прекращается. Озеро имеет вид неширокой и длинной, почти полукругом изогнутой, ленты длиной 3,8 километров, шириной 30—50 метров. Берега озера довольно высокие, местами заболоченные и на большом протяжении поросшие кустарником. На месте западной части озера (между Кисловкой и автодорогой) создано водохранилище прямоугольной формы.